# Coup d'État Borghese
Années de plomb italiennes
Le coup d'État Borghese (Golpe Borghese) est une tentative de coup d'État en Italie qui prit place dans la nuit du 7 au 8 décembre 1970 (également appelée la nuit de la Tora Tora, en mémoire de l'attaque japonaise sur Pearl Harbor le 7 décembre 1941) organisée par Junio Valerio Borghese, fondateur du Fronte Nazionale,, en relation étroite avec Avanguardia Nazionale. Après l'échec de la tentative, 48 personnes ont été arrêtées, accusées de complot politique, mais elles ont toutes été absoutes par une condamnation définitive en 1984.
Borghese, également connu sous le nom de Prince noir, avait été le commandant de la Flottiglia MAS X à partir du 1er mai 1943 et, après le 8 septembre 1943, il avait rejoint la République sociale italienne de Mussolini.
Le coup d'État a été annulé par Borghese lui-même pendant son exécution, pour des raisons non élucidées. Pour éviter d'être arrêté, il s'est réfugié en Espagne dirigée par le dictateur Francisco Franco, où il est décédé en 1974,.

## Hypothèses sur l'annulation du coup d'État
Les motivations de Borghese pour cet ordre soudain quelques heures après la mise en œuvre effective du plan ne sont toujours pas certaines et exemptes d'un possible refus. Selon le témoignage d'Amos Spiazzi (it), le coup d'État aurait en fait été fictif : immédiatement réprimé par les forces gouvernementales par le biais d'un plan d'urgence appelé Esigenza Triangolo, il aurait été conçu comme une excuse pour permettre au gouvernement démocrate-chrétien de promulguer des lois spéciales. Cependant, Borghese aurait réalisé le piège (ou aurait été prévenu) et aurait donc mis fin au coup d'État. Le mouvement d'Amos Spiazzi à Sesto San Giovanni faisait partie de l'opération légitime Esigenza Triangolo, qui visait précisément à réprimer le coup d'État, pas le coup lui-même. Il a témoigné qu'il avait rencontré plusieurs colonnes militaires au-delà de la sienne sur l'autoroute ce soir-là. En fait, la mention historico-judiciaire de son déplacement à Sesto S. Giovanni ne doit pas être confondue avec une importance particulière par rapport à celle d'autres départements, mais au fait qu'il était le seul militaire à avoir témoigné publiquement de ce qui s'était passé. En plus de lui, d'autres soldats ont prévenu Borghese du plan d'ordre public. Des coups d'État de ce type (dérivé du putsch) ont eu lieu dans d'autres pays : le plus célèbre est la tentative de coup d'État de 1981 en Espagne. Dans un programme de Giovanni Minoli, la vision documentée de l’arrêt du coup d'État était présentée comme une commande émanant des services américains, qui n’auraient donné leur consentement à la poursuite du coup d'État que si le haut de l’ordre politique avait été placé au sommet. Giulio Andreotti aurait refusé la place. Cette hypothèse n'exclut évidemment pas la précédente, mais l'intègre plutôt.

## Enquêtes et procès
La tentative de coup d'État est dévoilée par le gouvernement italien trois mois plus tard, le 17 mars 1971.